# 曹渡河
曹渡河，又作槽渡河，位于中国贵州省南部和广西壮族自治区北部，是牛河（六硐河）右岸支流，发源于贵州省都匀市摆忙乡烂木山，西北流入贵定县境称横河，过贵定猴场堡乡高坡称翁树河，至翁树桥折向南，至窑上乡鸡羊寨以南左纳剪刀河后称老面河，向南进入平塘县后又称摆浪河，向南流经平里河峡谷，过西凉乡拉安后又称摆金河。曹渡河自抵问出平塘县之后沿着黔桂边界南流至贵州省罗甸县大亭乡雅里注入牛河。河长164千米，平均比降8‰，流域面积2079平方千米。曹渡河流域内岩溶地貌发育，河谷深切，河道比降大，急流险滩多，交通不便。